# Polythrena
Polythrena is een geslacht van vlinders van de familie spanners (Geometridae), uit de onderfamilie Larentiinae.

## Soorten
- P. angularia Leech, 1897
- P. coloraria (Herrich-Schäffer, 1855)
- P. miegata Poujade, 1895